# Конюховский сельский округ
Конюховский сельский округ (каз. Конюхов ауылдық округі) — административная единица в составе района Магжана Жумабаева Северо-Казахстанской области Казахстана. Административный центр — село Конюхово, которое расположено в 120 км от областного центра, в 45 км от районного центра. Аким сельского округа — Байтаков Каиргельды Акбарович.
Население — 770 человек (2009, 1414 в 1999, 2054 в 1989).

## География
Сельский округ граничит с Тюменской и Омской областями Российской Федерации. В селе Конюхово расположена пограничная застава «Каскат» Департамента Пограничной службы КНБ по Северо-Казахстанской области, на территории округа расположены 2 упрощенных пункта пересечения границы «Куломзино РК – Новоказанка РФ» и «Куломзино РК – Кисляки РФ». 

## Образование
Сфера образования представлена основной школой в селе Конюхово и начальной школой в селе Куломзино. В Конюховской основной школе обучается 33 учащихся, из них 8 учащихся из села Куломзино, мини-центр с полным днем пребывания посещают 16 детей. На территории школы расположен хоккейный корт, стадион, детская игровая площадка. Организован ежедневный подвоз учащихся с 5 по 9 классы из села Куломзино в Конюховскую основную школу. В Куломзинской начальной школе обучается 9 учащихся, в мини-центре с полным днем пребывания — 7 детей.

## Экономика
В сельском округе имеются 2 магазина и 3 киоска, которые обеспечивают население товарами первой необходимости, а также 2 медпункта. Ежемесячно округ посещает терапевт из районной поликлиники. По селу Конюхово работает разводящая сеть, в 79 дворах произведено подключение воды в дом, жители села Барашки обеспечиваются водой из пункта раздачи воды, жители села Камышлово - из открытого водоема, по селу Куломзино работает разводящая сеть.
В округе функционирует сотовая связь Билайн, имеются отделение почтовой связи, библиотека, организовано автобусное сообщение Конюхово-Булаево-Петропавловск.
В селе Конюхово организован круглогодичный закуп молока, который производит ИП «Пальчик».
Отрасль сельского хозяйства представлена 8 крестьянскими хозяйствами и 1 товариществом с ограниченной ответственностью, которые занимаются возделыванием зерновых культур и развитием животноводства.

## Состав
Село Воскресенка было ликвидировано в 2008 году. В 2013 году в состав округа вошла часть территории ликвидированного Пролетарского сельского округа (село Барашки). 21 июня 2019 года было ликвидировано село Барашки.
В состав округа входят такие населенные пункты:
| Населенный пункт  | Население, человек (1989) | Население, человек (1999) | Население, человек (2009) |
| ----------------- | ------------------------- | ------------------------- | ------------------------- |
| Барашки, село     | 201                       | 141                       | 75                        |
| Воскресенка, село | 113                       | 72                        | -                         |
| Камышлово, село   | 388                       | 249                       | 88                        |
| Конюхово, село    | 1066                      | 812                       | 468                       |
| Куломзино, село   | 286                       | 212                       | 139                       |

## Примечание
1. ↑  Итоги Национальной переписи населения Республики Казахстан 2009 года. Агентство Республики Казахстан по статистике. Архивировано из оригинала 13 мая 2013 года.
2. ↑  Аппарат акима Конюховского сельского округа района Магжана Жумабаева | Аппарат акима сельского округа. konuhov-mzh.sko.gov.kz. Дата обращения: 30 ноября 2020. Архивировано 4 сентября 2019 года.
3. ↑  Итоги Всесоюзной переписи населения 1989 года по Казахской ССР. Том 3 Архивная копия от 16 ноября 2018 на Wayback Machine (рус.)
4. ↑  Аппарат акима Конюховского сельского округа района Магжана Жумабаева | Отчетные встречи. konuhov-mzh.sko.gov.kz. Дата обращения: 30 ноября 2020. Архивировано 22 сентября 2019 года.
5. ↑  Об упразднении некоторых населенных пунктов Северо-Казахстанской области — ИПС «Әділет». Дата обращения: 26 октября 2020. Архивировано 15 ноября 2018 года.
6. ↑  О некоторых вопросах административно-территориального устройства Северо-Казахстанской области — ИПС «Әділет». Дата обращения: 26 октября 2020. Архивировано 23 сентября 2017 года.
7. ↑  О некоторых вопросах административно-территориального устройства Северо-Казахстанской области — ИПС «Әділет». Дата обращения: 26 октября 2020. Архивировано 18 июля 2019 года.
8. ↑  Из них русские — 71 %.
9. ↑  Из них русские 42 %, казахи 42 %.